# Lierna
Lierna es una localidad y comune italiana de la provincia de Lecco, región de Lombardía, con 2.021 habitantes, su superficie es de sólo 11 kilómetros cuadrados. Con Menaggio, Tremezzo, Varenna y Bellagio, forma parte de la zona del Lago de Como central. Lierna, históricamente es considerado el pueblo más lujoso de todo el lago de Como, debido a su belleza, también es llamado "el diamante del lago de Como". Se considera uno de los pueblos más típicos del Lago de Como, conocida como la "tierra del vino". 
En 1876 se encontró un piso romano mosaico y muchas monedas romanas en Lierna, lago de Como. Muchas personas ahora piensan que el piso de mosaico era parte del Villa Commedia.
La entrada del cementerio fue diseñado y construido en 1922 por Giannino Castiglioni,
Observa también la bóveda de la familia Manzoni en cui están enterrados algunos de Alessandro Manzoni, descendientes del famoso escritor, quien pasó mucho tiempo para escribir Lierna.
En 1933 un fósil incompleto de Lariosaurus balsami, conocido como El Monstruo de Lierna o Lierny un nohosaurido del Triásico Medio (hace unos 240 millones de años) cuyo primer ejemplo fue descubierto en Perledo, a unos 10 km al norte de Lierna, fue encontrado en una cantera en la frazione (borgo) de Grumo en Lierna. Ahora está en el Museo di Storia Naturale en el Palacio Belgioioso de Lecco.

## Origen del nombre Lierna
Durante muchos siglos se ha escrito sobre el origen interesante del nombre singular Lierna que esconde muchos significados misteriosos.
El nombre Lierna es de origen celta probable antes del latín, deriva del dialecto Lì erna. 
En el año 854 en documentos históricos se cita como Fundo Liarni, nell'anno en el año 1026 Lierni, en el año 1045 Lierni, y Liernum,
Otras veces se lo conoce como Liernia otros de nuevo Liernium, Lernium, Liarni y Liernienses sus habitantes. Algunos pensaron que podría derivar de la nobleza etrusca Leprmal o Leberna o del latín 
Lebronius o en su lugar desde el fondo latino Liernus, estando también presente en la Toscana eso lo hace volver al sinónimo de Liardus o en italiano  Leardo  (El saco de caballos llamado gris o estornino).
Es cierto que Lierna había sido una queriere para el campamento de invierno" de los soldados legionarios de la antigua Roma ("Castra Hiberna") primero, por su buen clima y la calidad del aire y el agua, y solo entonces el lugar inespolorato fue descubierto por los nobles de la Antigua Roma, quienes por su belleza hicieron sus villas de vacaciones y de ocio, como la familia de Plinio el Joven, pero debe descartarse que el origen del nombre Lierna derive del Latín Hibernus (estancia de invierno, o invernada), ya que no está conectado con el viento Iverna (nombre de uno de los vientos del lago Maggiore).
Es posible que Lierna sea un nombre prerromano, y la forma Liarni presente en el año 854 también muestra este nombre, como una oscilación entre la terminación -ern y la de -arn que estaba presente en topónimos muy antiguos, para el Philipón (# 142) el sufijo "-erna" representaría una fase de Liguria, el sufijo "-arno" una fase celta. El Pieri (Notarella, página 10) reunió precisamente a nuestro Lierna con los toscanos Lierna y Liverno, que ya había reconstituido (Arno, 36) a origen etrusco Leberna.
En el siglo XIV se pensó que el nombre Lierna deriva del latín "Hernia" (Ernia) para indicar una "roca que escapa" del agua del lago o el escape de las entrañas de la cavidad de la montaña de una fuente continua de agua curativa y milagrosa, ya mencionado por los antiguos Romanos.
La hipótesis más probable es que el nombre Lierna se deriva de Lì Erna o uno de sobre un promontorio rocoso estrecho y accidentado, que parece elevarse desde el lago, que indicaba el punto donde, con fuente de agua dulce y una zona de observación militar perfecta era habitual acampar al mando de las legiones romanas, y donde luego construyó una importante villa noble con vistas al lago.

## Evolución demográfica
| Gráfica de evolución demográfica de Lierna entre 1861 y 2001 |
|                                                              |
| Fuente ISTAT - elaboración gráfica de Wikipedia              |

## Enlaces
- Villa Commedia
- Valdonedo
- Iglesia de San Ambrosio di Lierna
- Villa Aurelia (Lierna Lago de Como)
- Villa Plinii (Lierna Lago de Como)

- Esta obra contiene una traducción  derivada de «Lierna» de Wikipedia en italiano, publicada por sus editores bajo la Licencia de documentación libre de GNU y la Licencia Creative Commons Atribución-CompartirIgual 4.0 Internacional.